# Нарделла, Дарио
Дарио Нарделла (итал. Dario Nardella; род. 20 ноября 1975, Торре-дель-Греко, Италия) — итальянский политик, мэр Флоренции (2014—2024) и городской метрополии Флоренции (2015—2024).

## Биография
Родился 20 ноября 1975 года в Торре-дель-Греко. В 14-летнем возрасте переехал с родителями во Флоренцию, где в 1998 году окончил консерваторию имени Луиджи Керубини по классу скрипки. Впоследствии окончил с отличием Флорентийский университет, защитив дипломную работу по публичному праву. 
В 2004 году был избран в коммунальный совет Флоренции в качестве кандидата партии «Левые демократы». В 2006—2008 годах являлся юридическим консультантом министра по связям с парламентом и институциональным реформам во втором правительстве Проди Ваннино Кити. В 2009 году после переизбрания в коммунальный совет Флоренции стал вице-мэром в администрации Маттео Ренци. 
В 2013 году при поддержке Демократической партии избран в Палату депутатов и 26 февраля 2013 года ушёл с должностей вице-мэра и асессора городской администрации.
17 февраля 2014 года после отставки Ренци в связи с выдвижением его кандидатуры на пост премьер-министра Италии Нарделла вернулся на должности вице-мэра и асессора.
23 марта 2014 года победил на предварительных выборах с результатом 82 % и стал кандидатом от Демократической партии на выборах мэра. 24 марта стал исполняющим обязанности мэра.
25 мая 2014 года состоялись муниципальные выборы, по итогам которых Нарделла был избран мэром с результатом 59,15 %.
26 мая 2019 года переизбран в первом туре голосования, заручившись поддержкой 57,05 % избирателей (правоцентристы во главе с Убальдо Боччи набрали лишь 24,79 %).

## Награды
- Кавалер ордена Почётного легиона (2022, Франция)[9].
- Орден князя Ярослава Мудрого III степени (4 ноября 2022 года, Украина) — за весомый личный вклад в укрепление межгосударственного сотрудничества, поддержку государственного суверенитета и территориальной целостности Украины, популяризацию Украинского государства в мире[10].